# Eruzione di tipo vulcaniano

Eruzione vulcanica: 1 Pennacchio di cenere, 2 Lapilli, 3 Fontana di lava, 4 Pioggia di cenere vulcanica, 5 Bomba vulcanica, 6 Flusso di lava, 7 Strati di lava e cenere, 8 Stratum, 9 Frattura, 10 Condotto del magma, 11 Camera magmatica, 12 Argine

Un'eruzione di tipo vulcaniano è un'eruzione simile a quelle del vulcano Vulcano. Il termine "vulcaniano" è stato coniato da Giuseppe Mercalli per indicare le eruzioni avvenute fra il 1888 e il 1890 sull'isola di Vulcano. La sua descrizione dello stile di eruzione è ora usata in tutto il mondo per le eruzioni caratterizzate da una densa nuvola di cenere-pesante che esplode dal cratere e si innalza sopra di esso. Mercalli descrisse le eruzioni di tipo vulcaniano come "...Le esplosioni, come i cannoni, sparano ad intervalli irregolari...". La loro natura esplosiva è causata dalla grande quantità di silicio nel magma. 
Possono essere coinvolti quasi tutti i tipi di magma, ma il magma con circa il 55% o più di silicio (basalto-andesite) è il più comune. Con l'aumentare dei livelli di silicio aumenta la viscosità del magma, ciò significa aumentata esplosività. Esse di solito cominciano con un'eruzione freomagmatica che può essere estremamente rumorosa a causa del magma che sale e riscalda l'acqua nel terreno. È seguita di solito dalla liberazione esplosiva del cratere e la colonna eruttiva è dal grigio sporco al nero poiché rocce anticamente consumate sono lanciate fuori dal cratere. Mentre il cratere si pulisce, nuvole di cenere successive diventano grigio-bianche e cremose nel colore, con movimenti della cenere simili a quelli delle eruzioni pliniane.

## Caratteristiche
Le eruzioni di tipo vulcaniano mostrano diverse caratteristiche comuni. La massa delle rocce espulse durante l'eruzione è di solito compresa tra le 102 - 106 tonnellate e contiene una elevata proporzione di materiale non magmatico (> 50%).  Durante i periodi di attività vulcanica, gli intervalli tra le esplosioni variano da meno di un minuto (e.g. Anak Krakatoa) a circa un giorno. Anche i flussi piroclastici sono fenomeni comuni in questo tipo di eruzione. In questo tipo di eruzioni la fase di emissione di gas è caratterizzata da esplosioni distinte simili a cannonate, che sono un fenomeno distintivo delle eruzioni vulcaniane.  I gas espulsi possono raggiungere velocità supersoniche, dando luogo a onde d'urto.
La tefrite risulta dispersa su un'area più ampia rispetto a quella delle eruzioni di tipo stromboliano. Il piroclasto e i depositi basali formano un cono vulcanico di cenere, mentre la cenere copre un'ampia area circostante. L'eruzione termina con un flusso di lava viscosa. Le eruzioni di tipo vulcaniano possono lanciare massi di dimensioni dell'ordine del metro fino a una distanza di alcune centinaia di metri, e occasionalmente fino a diversi chilometri.
Le eruzioni vulcaniche rappresentano un pericolo per le persone entro un raggio di parecchie centinaia di metri dal cratere. Una caratteristica di questo tipo di eruzioni sono le "bombe vulcaniche". Queste possono essere spesso blocchi da 2 a 3 m di dimensione. A Galeras un'eruzione vulcanica emise bombe che colpirono parecchi vulcanologi che si trovavano all'interno del cratere, causando molti morti o feriti gravi.

## Eruzione dello Stromboli del 1930
Una delle più celebri eruzioni di tipo vulcaniano fu quella del vulcano Stromboli, avvenuta l'11 settembre 1930. Ebbe inizio alle ore 08:10 (locali), quando la cenere trovò sfogo per circa 10 minuti. Poi alle 09:52 si verificarono due esplosioni di incredibile potenza che fecero tremare l'intera isola. Furono scagliati blocchi di materiale a circa 2 km, che ricaddero dal cielo sfondando edifici ecc. Fu poi generato uno tsunami alto da 2 a 2,5 m. Entro le 10:40 la fase esplosiva dell'eruzione era conclusa. Seguì l'espulsione della lava, che fluì giù per la Sciara del Fuoco, durando fino alla notte. Nello stesso momento scorie incandescenti fluirono giù per la Valle di Vallonazzo ed entrarono in mare vicino a Piscità.
Si ritiene che, a causa di un crollo parziale del condotto magmatico, sia entrata acqua che si trasformò in un lampo in vapore e prese la "via di fuga" più facile attraverso il condotto aperto. L'espansione per contatto con il magma fuso generò poi le due enormi esplosioni.
Ci furono sei morti. Quattro pescatori perirono in mare quando le valanghe di scorie bollenti agitarono profondamente il mare. Una persona fu uccisa nel villaggio di Stromboli dai blocchi cadenti e la sesta fu uccisa dallo tsunami.